# Natalie Depraz
Pour les articles homonymes, voir Depraz.
Natalie Depraz, née le 13 décembre 1964 dans le 13e arrondissement de Paris, est une philosophe française, spécialiste de philosophie allemande, de phénoménologie et, plus avant, de Edmund Husserl. 

## Biographie
Ancienne élève de l’École normale supérieure de Fontenay-Saint-Cloud (1984) et agrégée de philosophie (1988), elle soutient en 1993 une thèse de doctorat à l'université Paris X-Nanterre, intitulée : L'altérité entre transcendance et incarnation, le statut de l'intersubjectivité chez Husserl. Après avoir été pensionnaire à la fondation Thiers, puis enseignante dans le secondaire pendant trois ans, elle devient maîtresse de conférences à l'université Paris-Sorbonne en 2000. Elle est nommée professeur des universités à l’université de Rouen en 2006 et rejoint l’université Paris-Nanterre en 2023.
À partir de 1995, elle travaille en étroite collaboration avec le neurobiologiste Francisco Varela (jusqu’à sa mort en 2001), ainsi qu’avec le psychologue Pierre Vermersch.
Elle est l’auteur d’une vingtaine d'ouvrages, dont Attention et vigilance, à la croisée de la phénoménologie et des sciences cognitives (2014), La surprise du sujet. Un sujet cardial (2018) et La surprise. Crise dans la pensée (2024), traductrice de nombreux textes de Husserl et de Fink et éditrice d’une vingtaine d’ouvrages collectifs. Elle a également publié trois romans, L'endroit (2019) et Déni ma survie (2021) aux éditions 5 sens à Genève et Martine H (2023) aux éditions des Compagnons d’humanité à Paris et, très tôt, trois recueils de poèmes,  Le sacre du visage (1989), Inititations (1991) et  Prendre chair, voilà  (1995), tous trois aux éditions Caractères dirigées par Bruno Durocher.
Elle a fondé la revue de phénoménologie Alter en 1993 (33 numéros en 2024), et co-fondé avec Francisco Varela et Shaun Gallagher Phenomenology and the Cognitive Sciences (2001).

### Engagement politique
En 2017, à l'occasion de l'élection présidentielle, elle soutient le programme de Jean-Luc Mélenchon. Elle se présente ensuite aux élections législatives dans la troisième circonscription de Paris comme suppléante du candidat de La France insoumise.
En 2020, elle s'engage pour les élections municipales, toujours au sein de La France insoumise, en tant que candidate tête de liste dans le 17e arrondissement de Paris.
Elle est candidate aux élections législatives de 2022 dans la quatrième circonscription de Paris, terminant en troisième position avec 13,27 % des voix.

### Vie personnelle
Chrétienne orthodoxe, elle est chantre à la paroisse Saint-Jean-de-San-Francisco à Asnières-sur-Seine.

## Ouvrages
- Transcendance et incarnation, L'intersubjectivité comme altérité à soi chez E. Husserl, Paris, Vrin, « Bibliothèque d'Histoire de la philosophie », décembre 1995, 364 p.  (Préface de R. Bernet, p. 11-20).
- Écrire en phénoménologue. « Une autre époque de l'écriture », Fougères, Encre marine, mars 1999, 220 p.[9].
- Husserl, Paris, A. Colin, coll. Synthèse, oct. 1999, 95 p.
- La conscience, Paris, A. Colin, coll. Synthèse, nov. 2000, 192 p.
- Lucidité du corps. De l'empirisme transcendantal, Dordrecht, Kluwer, collection « Phaenomenologica », 2001, 249 p.
- On becoming aware. A pragmatics of experiencing (en coll. avec F. J. Varela et P. Vermersch), Amsterdam, Benjamin Press, 2003, 281 p. ; Texte français : À l’épreuve de l’expérience. Pour une pratique phénoménologique, Zeta Books, 2011, 368 p.[10]
- Comprendre la phénoménologie. Une pratique concrète, Paris, A. Colin, oct. 2006, 249 p.[11] Traduction allemande.
- Le corps glorieux. Phénoménologie pratique des Pères du désert et des Pères de l’Eglise, Bruxelles, Bibliothèque philosophique de Louvain, 2008, 280 p.
- Lire Husserl en phénoménologue : les Idées directrices…I, Paris, P.U.F.-CNED, 2008, 246 p.
- Plus sur Husserl : une phénoménologie expérientielle, Paris, éd Atlande, 2009, 157 p.
- Avatar : je te vois, Une expérience philosophique, Paris, Ellipses, nov. 2012, 183 p.
- Le phénomène, Paris, Bréal, La philothèque « Notions », 2014, 143 p.
- Attention et vigilance. A la croisée de la phénoménologie et des sciences cognitives, Paris, P.U.F., Epiméthée, septembre 2014, 528 p.[12],[13],[14].
- Le sujet de la surprise. Un sujet cardial, Zeta Books (dépôt Vrin), 2018, 164 p. (ISBN 9786066970778)[15]
- Phénoménologie des émotions (avec Maria Gyemant), Paris, Hermann, 2022.

- Les représentations mentales. Comment les concevoir? Comment s'en passer? (en coll. avec R. Künstler), Paris, Editions Matériologiques, 2020.

- Christos Yannaras. L’amour, la relation, l’apophatisme (avec F. Mauriac), Paris, Cerf, 2023.
- La Surprise : Crise dans la pensée, Seuil, 2024, 352 p. (EAN 9782021551518)[16]
- Francisco Varela, une pensée actuelle, Paris, Hermann, 2024.

### Traductions
- E. Husserl, La crise de l'humanité européenne et la philosophie, Paris, Hatier, Coll. « Profil », 1992, 82 p. traduction et présentation du texte (p. 3 à 49). Publication en ligne : Année ; re-publication chez EdSolem en préparation.
- E. Fink, VI. Méditation cartésienne, Grenoble, J. Millon, Coll. « Krisis », mars 1994, traduction et Introduction, p. XII-LII. 287 p.
- E. Husserl, Autour des Méditations cartésiennes (1929-1932), traduction des Sections I et III du Husserliana XV « Zur Intersubjektivität » (en coll. avec P. Vandevelde), Grenoble, J. Millon, Coll. « Krisis », 1998, 307 p.
- E. Husserl, De la synthèse passive (1918-1926), Introduction (en coll. avec B. Bégout) et collaboration à la traduction avec B. Bégout et J. Kessler, 1998, 430 p.
- E. Husserl, Textes sur l'intersubjectivité, traduction d'une anthologie de 700 pages issues des trois volumes Husserliana XIII-XIV-XV, « Zur Intersubjektivität », Paris, P.U.F., mai 2001, deux vols. (420, 590 p.)
- E. Husserl, Psychologie phénoménologique, (en coll. avec Ph. Cabestan, F. Dastur et A. Mazzu), Paris, Vrin, 2001, 346 p.
- E. Husserl, Phénoménologie de l’attention, Paris, Vrin, 2009, 258 p.
- K. Gamber, L'antique Liturgie du rite des Gaules Icône de la Liturgie céleste, Traduction de l'allemand annotée, introduite et commentée, Paris, Cerf, 2019.

### Romans
- L'endroit, Genève, 5 sens éditions, 2019, 290 p. (EAN 9782889490943)
- Déni ma survie, Genève, 5 sens éditions, 2021, 494 p. (EAN 9782889492701)
- Martine H, Paris, Éditions des Compagnons d'humanité, 2023, 214 p. (EAN 9782493296115)